# ルシフェラーゼ
ルシフェラーゼ (英:luciferase) とは、発光バクテリアやホタルなどの生物発光において、発光物質が光を放つ化学反応を触媒する作用を持つ酵素の総称である。発光酵素 とも呼ばれる。

## 概要
そもそも、これは触媒する現象を基に名づけられたもので、系統の離れた発光生物のルシフェラーゼ相互の起源はおおむね異なっている。このとき、ルシフェラーゼによって酸化されて、発光する様々な物質の総称をルシフェリンと呼ぶことになる。
ルシフェラーゼは酵素であるため、基質特異性を持つ。つまり多くの場合、ある発光生物のルシフェラーゼはその生物のルシフェリンとしか反応をしない。せいぜい系統的に近縁な種類の生物のルシフェリンと反応をすることが出来る程度である。また、生物発光の光の波長（色）は、ルシフェラーゼに左右される。
生物発光のメカニズムは、基本的には化学発光のものと変わりはない。つまり、根本的には物質の化学変化によって光が放出されることに他ならない。化学発光においては、物質の化学変化によって生じたS1状態の P*：励起分子から、蛍光が放出される。この化学発光の大部分は酸化反応である。それゆえ、基質はエネルギーレベルの高い不安定な過酸化物となり、この分解に伴って基底状態に戻る際、極めて高いエネルギーを放出する。そして、生物発光においては、前述した化学発光を、ルシフェラーゼが効率よく化学エネルギーを光エネルギーに変化させていると考えられている。
近年、種種の発光生物から多数のルシフェラーゼ遺伝子が単離・同定され、遺伝子発現解析に用いられるルシフェラーゼの種類も増加している。また、ルシフェリンの特異性や発光色など、ルシフェラーゼの諸特性を利用した新しい解析系も開発されている。現在、発光レポーター遺伝子として最も多く用いられているのは、後述するホタルルシフェラーゼであろう。

## ホタルルシフェラーゼ
ホタルルシフェリン-4-モノオキシゲナーゼ (ATP加水分解) (Photinus-luciferin 4-monooxygenase (ATP-hydrolysing))、通称：ホタルルシフェラーゼ (firefly luciferase) はホタル体内で化学発光を触媒する酸化還元酵素である。1957年に単離・精製され、1961年にその平面構造が決定されている。
ホタルの発光効率は極めて高く、発光量子効率は約0.88であると報告されていた（1960年 McEory）が、その後の検証で約0.41であると報告されている（2008年 安藤）。ホタルの光は明滅するが、このフラッシュ発光はNO（一酸化窒素）により制御されていることが提唱され、以下のように考えられている。神経末端と発光細胞の間にあるNO合成酵素（NOS）が、NOを生産し、発光細胞のミトコンドリアのチトクロムcオキシダーゼと呼ばれる酵素の活性を抑える。すると、ホタルルシフェラーゼが局在しているペルオキシソームの中の酸素量が増え、発光反応を促進させる。したがって、ペルオキシソームの酸素量は直接にホタルの発光明滅に関わると考えられる。
ホタルルシフェラーゼの反応は2段階により進行する。まず、ルシフェリンのカルボキシル基がATPのα位のリン酸部位を攻撃し、ルシフェリルAMP中間体を酵素中で一旦生成する。その後、酵素が中間体と反応した後、励起状態のオキシルシフェリンが生成し、これが基底状態のオキシルシフェリンに変わる際、そのエネルギーを黄緑色の発光として放出する。
1985年に初めてホタルルシフェラーゼ遺伝子がクローニングされた。これにより、アミノ酸配列が決定し、アシルCoAリガーゼとの配列類似性が高いことが判明した。アシルCoAリガーゼは、ATP存在下で、脂肪酸のアデニレート体を中間体とし、ホタルルシフェラーゼもまた同様に、同じくホタルルシフェリンをアデニレート化する。
発光反応にATPを介在させることから、ATPの微量検出に用いられる。ATPは多くの生物がエネルギーとして利用することから、ホタルルシフェラーゼを用いて、微生物の検出等の応用例が見られる。また、ATPを添加することで簡易に発光反応を起こすことができることから、in vivoでの実験において、レポーター遺伝子として用いられることも多い。
1996年にホタルルシフェラーゼのX線結晶構造解析が行われ、その構造が明らかとなった。ホタルルシフェラーゼの構造による発光色の決定を解明するため、キメラ変異体、ランダムあるいは特定のアミノ酸残基の変異体が作製され、発光色の謎に構造学的に迫ったことを2006年に中津らが、Nature誌にて報告している。中津らは、発光反応に伴うルシフェラーゼの一連の反応を明らかとするために反応中間体のアナログを合成し、構造解析に用いた。これにより288番目のイソロイシン（Ile288）付近にのみ、重要な動きがある事を観測した。それは、Ile288はルシフェリン結合部位の方へ移動していたことである。このことから、Ile288が発光直前に動くことで、活性中心の疎水的な環境が完成するという考えを抱いた。これを検証するため、既に赤色に発光する286番目のセリンをアスパラギンに変えた変異体（S286N）について、反応中間体アナログとの構造解析を行った。すると、S286Nの構造は、野生型の反応終了後と同じ構造をとっており、この構造の中では、Ile288の動きは観測されなかった。S286Nが赤色発光を行うことから、Ile288が動く事は緑色発光に必要であることが考えられ、Ile288と反応中間体アナログとの接触の仕方が重要であるといえる。これを検証するため、彼らはIle288をバリン（V）、アラニン（A）またはアスパラギンに変えた変異体を作製した。その結果、発光色が緑色から、赤色ないしは橙色になることを確認した。

## バクテリアルシフェラーゼ
バクテリアルシフェラーゼもまた、古くから知られている。
バクテリアルシフェラーゼは還元型のフラビンモノヌクレオチド（FMN）と単純な直鎖状アルデヒドが発光反応に関与する。アルデヒド合成酵素が欠損した発光バクテリア株を用いた実験で、炭素鎖14のテトラデカナールに特異的に強く発光することから、ミリスチル酸から還元反応で合成されるテトラデカナールが天然のバクテリアルシフェリンであることを明らかとされている。
バクテリアルシフェラーゼはまず、還元型FMNと結合し、分子状酸素との反応でペルオキシド中間体を生成する。次に直鎖状アルデヒドがペルオキシド中間体との反応でペルオキシヘミアセタールとなる。このペルオキシヘミアセタールの分解で、励起分子が生成される。この励起分子の蛍光極大波長が、バクテリアルシフェラーゼの発光極大波長である490 nmと一致した。発光反応の生成物である脂肪酸や酸化型FMNは、還元酵素により還元され、再利用される。
1955年に精製され、1972年には、ルシフェラーゼは沈降係数から、αとβのサブユニットからなるヘテロ二量体であることが確認されている。αとβはそれぞれ40、37 kDa程度である（由来する発光バクテリア種により、多少異なる）。
ルシフェラーゼをプロテアーゼ処理すると、活性がなくなることが報告され、この際にαサブユニットが切断されている事が確認されている。すなわち、活性中心はαサブユニットに存在することが推定された。
2009年にFMNとの複合体結晶が得られ、構造解析がなされた（Biochemistry誌）。その結果、活性部位はαサブユニットに存在することが証明された。
バクテリアルシフェラーゼには、発光反応中にルマジンタンパク質（LumP）やYFP（オワンクラゲ由来GFPの改変タンパク質ではない）といった蛍光タンパク質が存在することで、それぞれ発光色が緑から、青（LumP存在時）あるいは黄色（YFP存在時）に変調することが知られている。しかし、その詳細なメカニズムは知られていない。
発光バクテリアにおいて、ルシフェラーゼは自己誘導と呼ばれる特徴的な合成方法をとっている。発光バクテリアは、互いに存在を認識するためにオートインデューサーと呼ばれる伝達物質を産生している。このオートインデューサーは、バクテリアが増殖している間に、培地に蓄積する。そして、オートインデュサーがある濃度を超えると、バクテリアは菌体数が増えたことを察知し、ルシフェラーゼの誘導が起こる。
このように、ある能力を発揮する際に、密度依存性がある機構をクオラムセンシングと呼び、発光バクテリアだけでなく、様々な細菌に見られる特徴である。